# Gabriel Gaudin
Gabriel Gaudin (Les Épesses, 24 d'agost de 1919 - La Roche-sur-Yon, 28 d'abril de 1999) va ser un ciclista francès que fou professional entre 1942 i 1956.
Durant la seva carrera professional aconseguí 14 victòries, destacant una París-Tours.

## Palmarès
- 1942
  - 1r a la Nantes-Les Sables d'Olonne
- 1943
  - 1r a la París-Tours
  - 1r a la París-Nantes
- 1946
  - 1r al Circuit de la Vall del Loira
- 1947
  - 1r a la Nantes-Les Sables d'Olonne
- 1948
  - Vencedor d'una etapa al Circuit dels 4 Gran Premis
- 1949
  - 1r al Gran Premi de Niort
- 1950
  - 1r a la La Rochelle-Angouleme
- 1951
  - 1r al Circuit de Deux-Sèvres
- 1952
  - 1r a la La Rochelle-Angouleme
  - Vencedor d'una etapa al Gran Premi de Granville
- 1953
  - 1r al Circuit de Vienne
  - 1r al Circuit de la Vall del Loira
- 1955
  - 1r a Redon